# Herrschaftsgericht Burghaslach

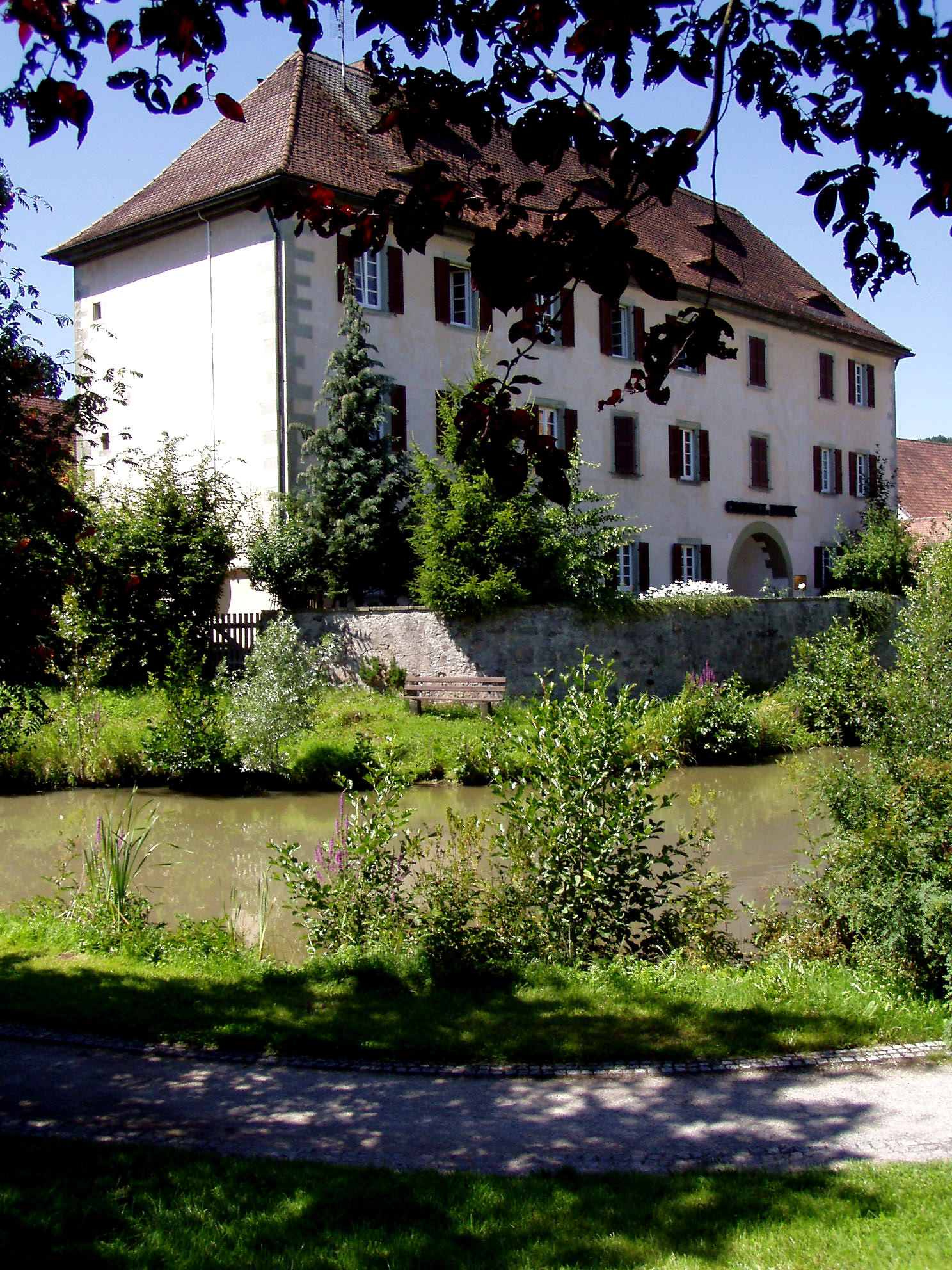
Fürstlich Castellsches Schloss in Burghaslach

Das Herrschaftsgericht Burghaslach war ein Herrschaftsgericht der Fürsten von Castell zu Burghaslach. Es bestand von 1814 bis 1848 als administrative Einheit des Rezatkreises. 1848 wurde es in eine Gerichts- und Polizeibehörde umgewandelt, die 1852 erlosch.

## Lage
Das Herrschaftsgericht grenzte im Süden an das Landgericht Markt Bibart und das Herrschaftsgericht Schwarzenberg, im Osten und Norden an das Landgericht Höchstadt, im Westen an das Herrschaftsgericht Wiesentheid. 

## Struktur

### Steuerdistrikte
Das Herrschaftsgericht wurde in 7 Steuerdistrikte aufgeteilt, die vom Rentamt Scheinfeld verwaltet wurden:
- Breitenlohe mit Fallhütte, Fallhütte, Frickenhöchstadt, Gleißenberg und Ziegelhütte;
- Burghaslach mit Buchbach, Buchmühle, Dorfmühle, Freihaslach, Fürstenforst, Harthof, Neue Mühle, Niederndorf, Unterrimbach, Ziegelhütte und Ziegelhütte;
- Geiselwind mit Dorfmühle, Lohmühle, Röhrensee, Schleifmühle, Schnackenmühle, Theuerleinsmühle und Weingartsmühle;
- Gräfenneuses mit Dürrnbuch und Langenberg;
- Kirchrimbach mit Appenfelden, Haag, Obermühle, Oberrimbach, Rosenbirkach, Seitenbuch und Untermühle;
- Münchhof mit (Burghöchstadt,) Hohnsberg, Holzberndorf, Hutzelmühle, Obermühle, Seeramsmühle, Sixtenberg, Untermühle und Wasserberndorf;
- Prühl.

### Ruralgemeinden
1818 gehörten 17 Ruralgemeinden zum Herrschaftsgericht:
- Appenfelden (mit Burghöchstadt) und Lohmühle;
- Breitenlohe mit Fallhütte und Ziegelhütte;
- Buchbach mit Buchmühle und Harthof;
- Burghaslach mit Dorfmühle, Neue Mühle und Ziegelhütte;
- Freihaslach mit Münchhof;
- Frickenhöchstadt;
- Fürstenforst;
- Geiselwind mit Driersmühle (=Theuerleinsmühle?), Dorfmühle, Lohmühle, Röhrensee, Schleifmühle, Schnackenmühle und Weingartsmühle;
- Gleißenberg mit Fallhütte und Ziegelhütte;
- Gräfenneuses;
- Haag mit Dürrnbuch und Mühle;
- Kirchrimbach mit Rosenbirkach, Seitenbuch und Unterrimbach;
- Langenberg;
- Niederndorf mit Mühle;
- Oberrimbach mit Mühle;
- Prühl mit Prühlermühle;
- Wasserberndorf mit Hohnsberg, Holzberndorf, Hutzelmühle, Lohmühle, Seeramsmühle und Sixtenberg.

1818 gab es im Herrschaftsgericht Burghaslach 4438 Einwohner, die sich auf 885 Familien verteilten und in 828 Anwesen wohnten.

## Weitere Entwicklung
Dutendorf kam 1821 vom Landgericht Höchstadt an das Herrschaftsgericht Burghaslach. Holzberndorf und Langenberg (zum Teil) wurden vor 1829 an das Landgericht Markt Bibart abgegeben, Fürstenforst und Oberrimbach nach 1829, jedoch vor 1837. Appenfelden, Geiselwind und Langenberg (zum Teil) kamen vor 1829, Prühl und Wasserberndorf kamen vor 1837 an das Herrschaftsgericht Schwarzenberg.
1846 hatte das Herrschaftsgericht Burghaslach eine Fläche von 13⁄4 Quadratmeilen (≈ 96 km²) und 2888 Einwohner, wovon 412 Katholiken, 2259 Protestanten und 217 Juden waren. Es gab 20 Ortschaften (1 Markt, 2 Pfarrdörfer, 1 Kirchdorf, 9 Dörfer, 4 Weiler und 3 Einöden) und 10 Gemeinden (1 Marktgemeinde und 9 Landgemeinden):
- Burghaslach mit Buchbach, Buchmühle, Neue Mühle und Ziegelhütte;
- Breitenlohe mit Fallhütte und Ziegelhütte;
- Dutendorf;
- Freihaslach mit Münchhof und Sixtenberg;
- Frickenhöchstadt;
- Gleißenberg mit  Fallhütte und Ziegelhütte;
- Gräfenneuses;
- Haag mit Dürrnbuch;
- Kirchrimbach mit Rosenbirkach, Seitenbuch und Unterrimbach;
- Niederndorf.